# Mähnenhirsch
Der Mähnenhirsch oder Rusa (Cervus timorensis, Syn.: Rusa timorensis) ist eine in der südostasiatischen Inselwelt lebende Säugetierart aus der Familie der Hirsche (Cervidae).

## Merkmale
Dieser Hirsch ist eng mit dem Sambar verwandt, aber deutlich kleiner. Er erreicht eine Kopfrumpflänge von 140 bis 185 Zentimeter, eine Schulterhöhe von 83 bis 110 Zentimeter und ein Gewicht von 50 bis 115 Kilogramm, wobei die Männchen deutlich schwerer werden als die Weibchen. Sein Fell ist graubraun gefärbt und erweckt einen zotteligen Eindruck. Das Geweih, das wie bei fast allen Hirscharten nur die Männchen tragen, ist relativ dick und weist pro Stange drei Enden auf.

## Verbreitung und Lebensraum

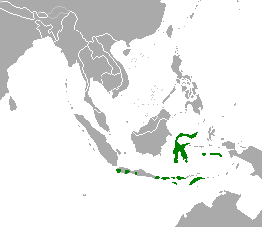
Heutige Verbreitung des Mähnenhirsches im natürlichen Verbreitungsgebiet, einschließlich der Vorkommen, die in früher Zeit eingeführt worden sein könnten

Mähnenhirsche sind auf zahlreichen indonesischen Inseln verbreitet, ihr natürliches Verbreitungsgebiet dürfte aber nur die Inseln Java und Bali umfassen. Durch den Menschen wurde er aber schon frühzeitig in prähistorischer Zeit auf anderen Inseln wie Sulawesi, Timor und einigen Molukkeninseln eingebürgert. In jüngerer Zeit wurde er dann auch in Australien, Neuseeland und Neukaledonien sowie auf Madagaskar und Mauritius angesiedelt.
Sie bewohnen eine Reihe von Lebensräumen und finden sich sowohl in Wäldern und Grasländern als auch auf Plantagengebieten.

## Lebensweise
Mähnenhirsche sind vorwiegend nachtaktiv, begeben sich aber manchmal auch am Tag auf Nahrungssuche. Sie leben in nach Geschlechtern getrennten Gruppen, nur während der Paarungszeit finden sich auch gemischte Verbände.
Diese Tiere sind Pflanzenfresser, die sich von Gräsern und Kräutern ernähren. Es gibt auch Berichte, wonach sie manchmal im Meer schwimmen und Wasserpflanzen verzehren sollen.
Auf der osttimoresischen Insel Jaco haben sich die Mähnenhirsche, mangels Süßwassers auf der Insel, daran gewöhnt Salzwasser zu trinken.

## Fortpflanzung

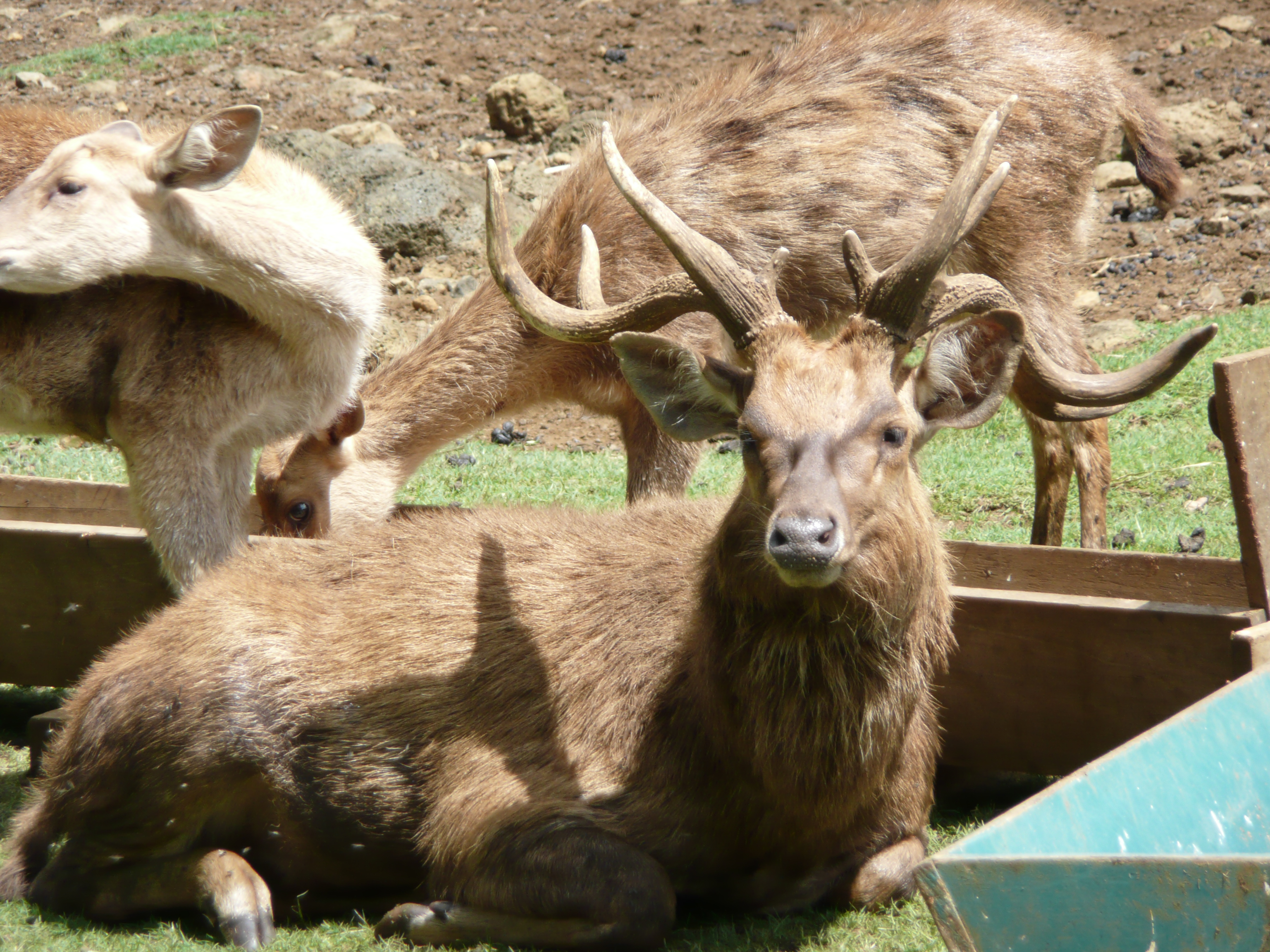
Männchen mit Geweih

Die Paarung kann das ganze Jahr über erfolgen, die Hauptpaarungszeit liegt jedoch zwischen Juni und August. Nach einer rund acht- bis neunmonatigen Tragzeit bringt das Weibchen meist ein einzelnes Jungtier zur Welt. Diese werden mit sieben bis acht Monaten entwöhnt und erreichen mit ein bis zwei Jahren die Geschlechtsreife.